# Физиология
Физиоло́гия (от др.-греч. φύσις — природа и λόγος — слово) — наука о функционировании живого организма в целом и его составных частей (систем, органов, тканей, клеток), а также о взаимодействии организма с окружающей средой и об изменениях функционирования организма в процессе онтогенеза и под влиянием внешних факторов. Современная физиология представляет собой комплекс тесно связанных научных дисциплин.
Физиология растений традиционно дистанцируется от физиологии человека и животных.
Физиология вместе с анатомией и гистологией является базисной теоретической основой, благодаря которой врач объединяет разрозненные знания и факты о пациенте в единое целое, оценивает его состояние, уровень дееспособности. А по степени функциональных нарушений, то есть по характеру и величине отклонения от нормы важнейших физиологических функций — стремится устранить эти отклонения и вернуть организм к норме с учётом индивидуальных, этнических, половых, возрастных особенностей организма, а также экологических и социальных условий среды обитания[стиль].
При коррекции нарушенных функций организма следует обращать внимание не только на особенности влияния природно-климатических производственных условий среды обитания, но и на характер антропогенного загрязнения — количество и качество вредных высокотоксичных веществ в атмосфере, воде, продуктах питания.

## Краткая история физиологии человека
Первые работы, которые можно отнести к физиологии, были выполнены уже в древности.
Отец медицины Гиппократ (460—377 гг. до н. э.) представлял организм человека как некое единство жидких сред и психического склада личности, подчеркивал связь человека со средой обитания и то, что движение является основной формой этой связи. Это определяло его подход к комплексному лечению больного. Аналогичный в принципе подход был характерен для врачей древнего Китая, Индии, Ближнего Востока и Европы.
Однако до XVIII века физиология развивалась как часть анатомии и медицины. В 1628 году врач Уильям Гарвей опроверг ранее считавшиеся аксиомой взгляды, что артерии живого человека наполнены воздухом, и правильно описал работу сердца и кровообращение в живом организме, положив начало современной научной экспериментальной физиологии.

## Направления физиологии
Физиология включает в себя несколько отдельных взаимосвязанных дисциплин:
- Молекулярная физиология изучает сущность живого и жизни на уровне молекул, из которых состоят живые организмы.
- Физиология клетки исследует жизнедеятельность отдельных клеток и вместе с молекулярной физиологией являются наиболее общими дисциплинами физиологии, так как все известные формы жизни проявляют все свойства живого только внутри клеток или клеточных организмов.
- Физиология микроорганизмов изучает закономерности жизнедеятельности микробов.
- Физиология растений тесно связана с анатомией растений и изучает особенности жизнедеятельности организмов растительного мира и их симбионтов.
- Физиология грибов изучает жизнь грибов.
- Физиология человека и животных представляет собой логическое продолжение анатомии и гистологии человека и животных и имеет непосредственное отношение к медицине (см. Нормальная физиология, Патологическая физиология).

Ввиду того, что эти отдельные дисциплины, в свою очередь, не только имеют собственную специфику, но также разнообразны, выделяют такие дисциплины, как физиология фотосинтеза, физиология хемосинтеза, физиология пищеварения, физиология труда, физиология кровообращения, которая изучает работу сердца и сосудов, электрофизиология — изучает электромагнитные процессы при работе нервов и мышц, и многие другие. Нейрофизиология занимается нервной системой. Физиология высшей нервной деятельности изучает высшие психические функции физиологическими методами.

## Физиологические организации
- Институт физиологии имени И. П. Павлова РАН (Россия, Санкт-Петербург). Основан в 1925 году.
- Институт физиологии растений имени К. А. Тимирязева РАН Основан в 1890 году как кабинет, преобразован в институт в 1925, переведён в Москву в 1934.
- Сибирский институт физиологии и биохимии растений СО РАН (Россия, Иркутск). Основан в 1961 году.
- Институт эволюционной физиологии и биохимии имени И. М. Сеченова (Россия, Санкт-Петербург). Основан в 1956 году.
- Научно-исследовательский институт нормальной физиологии имени П. К. Анохина РАМН (Россия, Москва). Основан в 1974 году.